# Laivasaaret (ö i Mellersta Finland)
Laivasaaret är en ö i Finland. Den ligger i sjön Aulusjärvi och i kommunen Jämsä i landskapet Mellersta Finland, i den södra delen av landet, 160 km norr om huvudstaden Helsingfors. Öns area är 0,2 hektar och dess största längd är 130 meter i nord-sydlig riktning.  Notera att namnet antyder att det är fråga om flera öar.